# Brayan Fabricio Ramírez
Brayan Ramírez (Tegucigalpa, Francisco Morazán, 16 de junio de 1994) es un futbolista hondureño. Juega como mediocampista y su equipo actual es el Olancho F. C. de la Liga Nacional de Honduras.

## Trayectoria

### Juticalpa F. C.
Debutó en la Liga Nacional de Honduras el 29 de septiembre de 2015, en el empate de 2 a 2 entre Juticalpa F.C. y Motagua, por la décima jornada del Torneo Apertura 2015. El partido se realizó en el Estadio Tiburcio Carías Andino de Tegucigalpa. El 1 de mayo de 2016, en un partido contra Victoria que finalizó con triunfo a domicilio de 3 a 0, convirtió su primera anotación en el fútbol profesional.

## Selección nacional

### Selecciones menores
El 25 de julio de 2016 se anunció su convocatoria a la Selección Olímpica de Honduras para disputar los Juegos Olímpicos de Río 2016.
Participaciones en Juegos Olímpicos
| Juegos Olímpicos             | Sede   | Resultado    | PJ | Goles |
| ---------------------------- | ------ | ------------ | -- | ----- |
| Juegos Olímpicos de Río 2016 | Brasil | Cuarto lugar | 2  | 0     |

## Palmarés

### Campeonatos nacionales
| Título           | Club            | País     | Año  |
| ---------------- | --------------- | -------- | ---- |
| Copa de Honduras | Juticalpa F. C. | Honduras | 2016 |

### Distinciones individuales
| Distinción                                     | Año     |
| ---------------------------------------------- | ------- |
| Novato del año de la Liga Nacional de Honduras | 2015/16 |